# Jeanna Bauck

Die Künstlerin Jeanna Bauck, gemalt von Bertha Wegmann, 1881

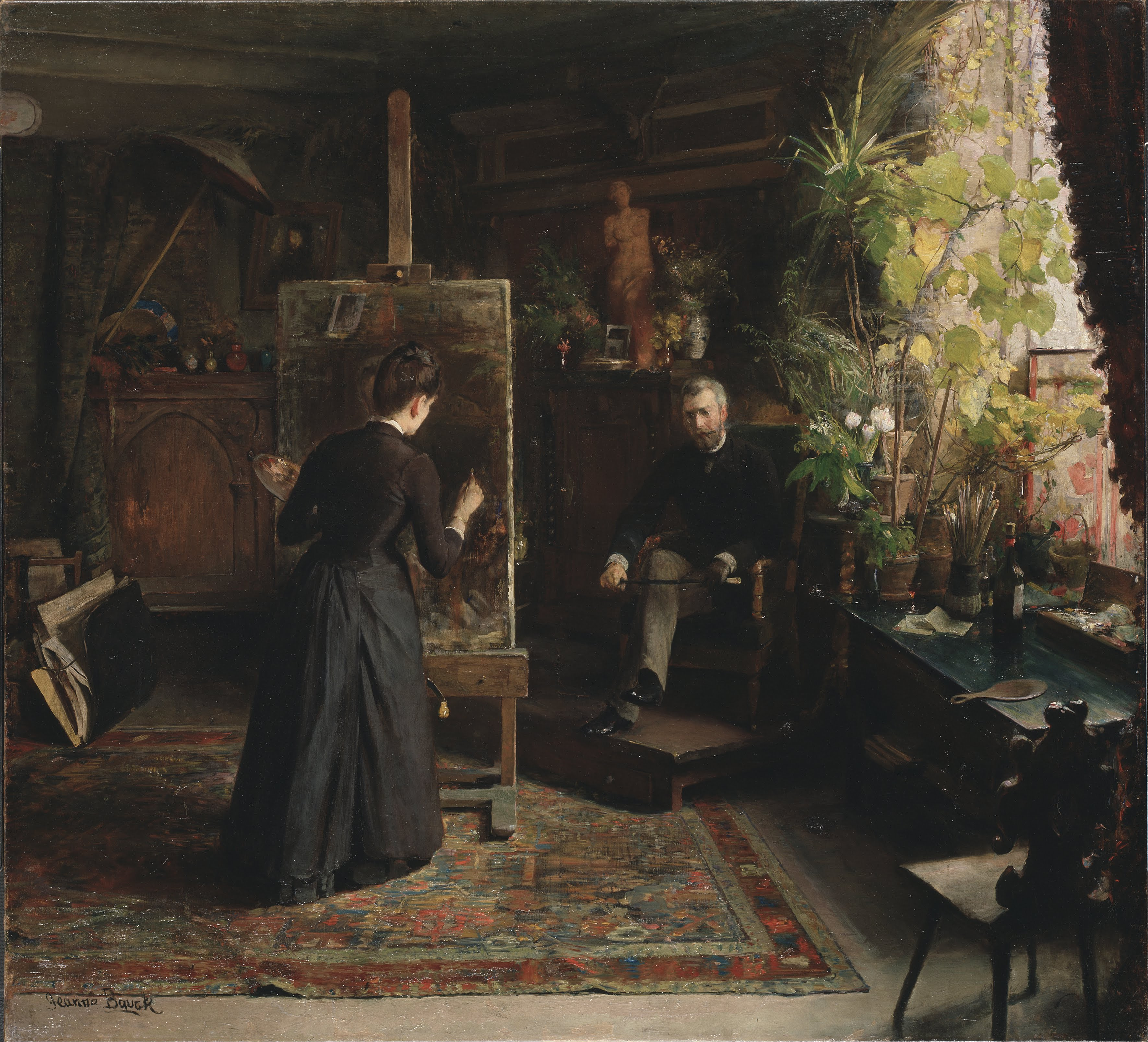
Jeanna Bauck: Bertha Wegmann, ein Porträt malend, 1880

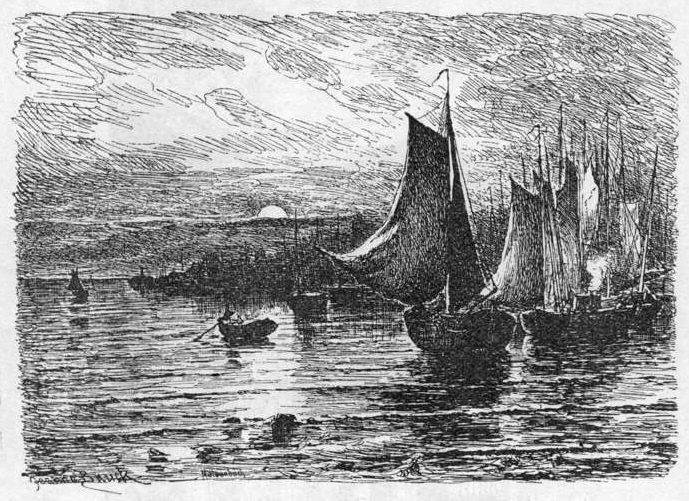
Jeanna Bauck: Abendstimmung am Meere, spätestens 1883

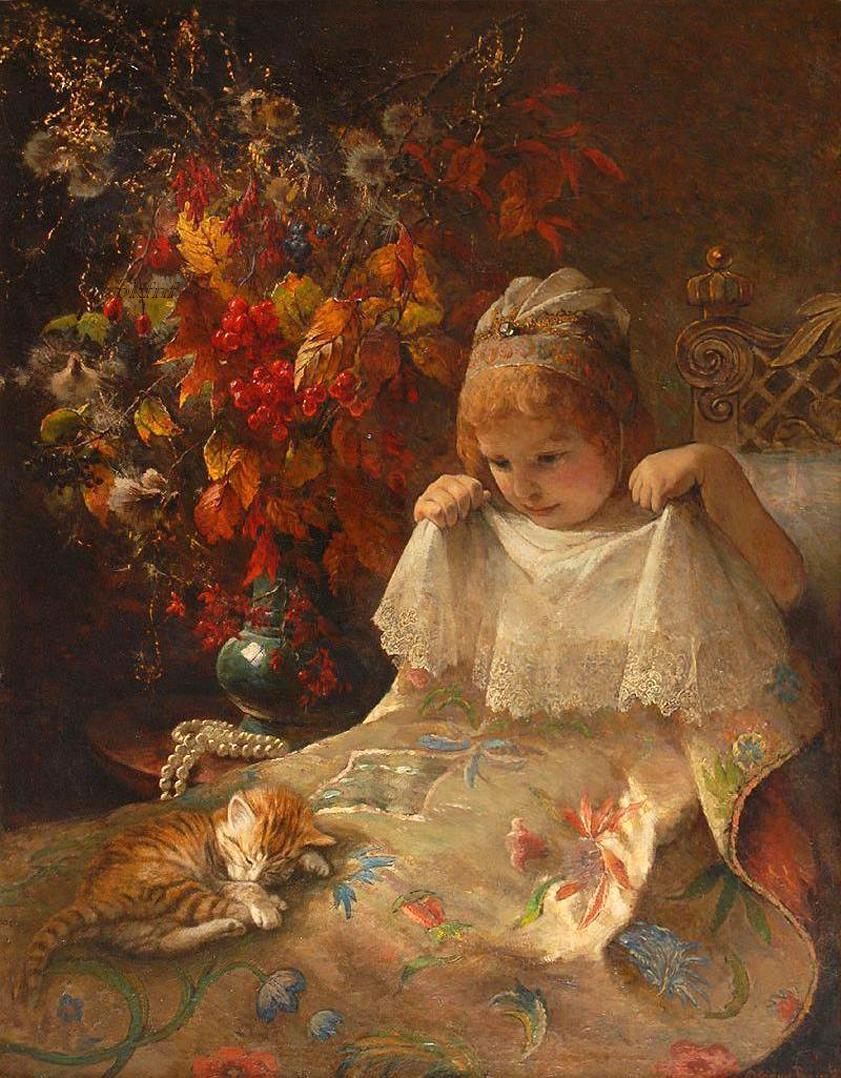
Jeanna Bauck: Mädchen mit Katze im Bett, um 1926

Jeanna Maria Charlotta Bauck (* 19. August 1840 in Stockholm; † 27. Mai 1926 in München) war eine schwedisch-deutsche Landschafts- und Porträtmalerin.

## Leben
Jeanna Bauck, Tochter des deutschstämmigen Komponisten und Musikkritikers Carl Wilhelm Bauck (13. Dezember 1808, Göteborg – 8. Dezember 1877, Stockholm) und der schwedischen Mutter, Dorothea Fredrique, geborene  Hansson (30. April 1806 – nach 1877); beide seit dem 17. Dezember 1834  verheiratet. Sie hatte noch eine Schwester, Hanna Lucia Bauck (* um 1845 – 1926) und zwei ältere Brüder, Emanuel Bauck, Johannes Bauck.
Sie verließ 1863 ihre Geburtsstadt Stockholm, um allein auf Ausbildungsreisen zu gehen, was für die damalige Zeit recht ungewöhnlich war. Zunächst ging Bauck nach Dresden, wo sie in der Aktklasse von Adolf Ehrhardt aufgenommen wurde, obwohl der Zugang für Frauen sonst verwehrt blieb.
Anschließend studierte Bauck in Düsseldorf, wurde Privatschülerin von Albert Flamm, einem Vertreter der Düsseldorfer Malerschule, und ließ sich in Landschafts-, Marine- und Porträtmalerei ausbilden. In München vervollständigte sie ihre Studien bei Józef Brandt und Dietrich Langko.
Hier lernte sie die dänische Malerin Bertha Wegmann kennen, mit der sie zeitlebens eng befreundet war (Bertha Wegmann malte über 20 Porträts von Jeanna Bauck) und betrieb ein gemeinsames Atelier mit ihr. Gerhard Munthe bezeichnete Bauck und Wegmann 1880 als „dette sjelden dygtige Damefirma [diese ausnehmend tüchtige Damenfirma]“. Sie unterrichteten deutsche und norwegische Künstlerinnen, unter anderen Minna Stocks (1846–1928) und Agnes Steineger (1863–1965). Bauck und Wegmann unternahmen zahlreiche Studienreisen, unter anderem nach Tirol und Venedig, und schließlich zogen beide 1880 nach Paris. Beiden Künstlerinnen gelang es, sich im Jahre 1881 und 1882 mit mehreren Werken auf dem Salon de Paris zu präsentieren, um dort lobend erwähnt zu werden. 1882 erhielt Wegmann eine der begehrten Medaillen.
Zurück in München begann Bauck ihre ersten Lehrtätigkeiten, unterrichtete dann in Berlin an der „Zeichen- und Malschule“ des Vereins der Berliner Künstlerinnen und schließlich wieder in München an der gut besuchten Mal- und Zeichenschule für Frauen. Paula Modersohn-Becker, eine ihrer bekanntesten Schülerinnen seit 1896 in Berlin, war sehr von ihr eingenommen und beschrieb Jeanne Bauck als einen unkonventionellen, wenig auf das Äußere achtenden Augenmenschen. Die Malerin Jeanne Bauck gehörte zu einer Generation emanzipierter Frauen in der Kunst, die in den männerdominierten kulturellen Institutionen ihre künstlerische und private Unabhängigkeit durchzusetzen suchte und gehörte so zu den wenigen Künstlerinnen in der Männerriege der Malerschule.
1893 zeigte Bauck ihre Arbeiten auf der in Chicago veranstalteten Weltausstellung World’s Columbian Exposition und ihre Bilder Woodland Lake und Porträt eines Mannes wurden 1905 im Buch Women Painters of the World abgebildet.
Im Alter von 85 Jahren starb Jeanna Bauck in München.
Obwohl sie Auszeichnungen für ihre Porträts gewann, ist sie vor allem für ihre Landschaftsbilder bekannt geworden, die auf ausgedehnten Reisen in Europa entstanden.

## Werke (Auswahl)
- Porträt eines Mannes, um 1905
- Woodland Lake, um 1905
- Mädchen mit Katze im Bett, um 1926